# Фаркаш, Сафия
Сафия Фаркаш (девичья фамилия — эль-Брасаи; род. 2 мая 1952) — вторая жена ливийского лидера Муаммара Каддафи и мать семерых из восьми его детей.

## Рождение
Сафия родилась в городе Эль-Байда, что на востоке страны, там же она выучилась на медсестру. По другой версии, София (венг. Farkas Zsófia) родилась в Боснии и имеет боснийские, хорватские и венгерские корни.

## Знакомство с мужем
Она познакомилась с Муаммаром, когда ему вырезали аппендицит в 1970 году. Они поженились в том же году.

## Дети
Сафия Фаркаш родила 7 детей, а именно:
1. Саиф аль-Ислам (родился 25 июня 1972 года) — первый сын пары, политик и вероятный преемник отца[11].
2. Саади (родился 25 мая 1973 года) — профессиональный футболист, политик.
3. Мутассим Билла (18 декабря 1974 года — 20 октября 2011 года) — военный, политик, погиб вместе с отцом[12].
4. Ганнибал (родился 20 сентября 1975 года) — морской офицер, известен буйным нравом.
5. Аиша (родилась в 1976 году) — единственная дочь, адвокат, защищала на судах Саддама Хуссейна и Мунтазара аль-Зейди[8].
6. Саиф аль-Араб (1982 — 30 апреля 2011 года) — погиб при авианалёте НАТО[13].
7. Хамис (27 мая 1983 года) — младший сын, военный, руководитель 32 бригады Хамиса[14].

Были двое приемных детей — сын Милад и дочь Ханна:
- Ханна Каддафи — приемная дочка. Убита в детском возрасте авианалетом США в 1986 году (есть также данные о том, что она не погибла).
- Милад Каддафи — приемный сын, родной племянник. Считается, что спас Каддафи от гибели в 1986 году.

Первый сын Муаммара — Мухаммад, был от первой жены.

## Политика и бизнес
В политику не вмешивалась, занималась бизнесом. Во владении Сафии была авиакомпания, перевозившая людей в Мекку на хадж.

## Гражданская война
29 августа, после захвата повстанцами Триполи, Сафия, её дочь, сын и пасынок, а также члены их семей бежали в Алжир. В октябре 2012 года получила убежище в Омане и переехала туда вместе с семьёй.